# Стремигород (зупинний пункт)
Стремигород — пасажирська зупинна платформа Коростенського напрямку Коростенської дирекції Південно-Західної залізниці. Розташована біля села Стремигород.
Платформа розміщується між зупинною платформою Балярка (2 км) та зупинною платформою Новаки (3 км). Відстань від станції Київ-Пасажирський — 142 км.
Лінія, на якій розташовано платформа, відкрита 1902 року як складова залізниці Київ — Ковель.
Роз'їзд Стремигород виник 1902 року, з тих часів збереглася стара будівля вокзалу. Електрифіковано лінію, на якій розташована станція, 1983 року.